# Tautomeria cheto-enolica

Tautomeria cheto-enolica; (a) è il chetone o l'aldeide, (b) l'enolo corrispondente e (c) l'anione stabilizzato per risonanza

La tautomeria cheto-enolica è un particolare tipo di tautomeria.
È caratteristica di tutte le specie carboniliche (ma in particolar modo di aldeidi e chetoni) che abbiano almeno un atomo di idrogeno legato al carbonio in posizione α rispetto al gruppo funzionale (-CHO o -C=O).
Un atomo di idrogeno migra sull'ossigeno del carbonile formando un gruppo ossidrile e trasformando così l'aldeide o il chetone di partenza in un enolo (alcool con un doppio legame fra gli atomi di carbonio e il gruppo ossidrile direttamente legato a uno di essi).
Il carbonio del gruppo carbonilico ha una parziale carica positiva e attira a sé gli elettroni del legame C-H vicinale, portando alla dissociazione dell'idrogeno, asportabile da una appropriata base. Si viene quindi a formare un anione stabilizzato per risonanza, le cui formule limite sono rappresentate in figura tra parentesi quadre. Se lo ione idrogeno si lega alla prima forma, si riottiene l'aldeide (o il chetone) di partenza, altrimenti si ottiene l'enolo.
Le due forme, chetonica ed enolica, sono sempre in equilibrio tra loro. Normalmente la forma chetonica è la più abbondante, ma ci sono alcune eccezioni, come nei fenoli, in cui la forma chetonica è molto rara poiché in questa forma manca l'effetto stabilizzante della delocalizzazione elettronica aromatica.